# Caba
Caba è una municipalità di quarta classe delle Filippine, situata nella Provincia di La Union, nella Regione di Ilocos.
Caba è formata da 17 baranggay:
- Bautista
- Gana
- Juan Cartas
- Las-ud
- Liquicia
- Poblacion Norte
- Poblacion Sur
- San Carlos
- San Cornelio
- San Fermin
- San Gregorio
- San Jose
- Santiago Norte
- Santiago Sur
- Sobredillo
- Urayong
- Wenceslao